# Ratthasart Korrasud
Ratthasart Korrasud (tiếng Thái: รัฐศาสตร์ กรสูต, sinh ngày 1 tháng 1 năm 1976) là ca sĩ, diễn viên, người mẫu, IT và tiến sĩ người Thái Lan.

## Tiểu sử
Pepper tốt nghiệp Cử nhân Khoa Khoa học Chính trị, chuyên ngành Quản trị Công tại trường đại học Thammasat. Sau khi làm việc ba năm tại một công ty cố vấn danh tiếng, anh quyết định theo học chương trình Thạc sĩ Hệ thống Thông tin [Master of Information System] tại trường đại học Depaul, Chicago vào năm 1996. Gần đây, Pepper đã hoàn tất chương trình Tiến sĩ Khoa Khoa học Giáo dục tại trường đại học Kasetsart.

## Sự nghiệp

### Work Experiences
- 2018 SENIOR EXECUTIVE VICE PRESIDENT/ COO, DIGITAL ECONOMY PROMOTION AGENCY (DEPA),MDES
- 2015 SENIOR DIRECTOR, ELECTRONIC TRANSACTIONS DEVELOPMENT AGENCY (ETDA), MDES
- 2014 Country Manager/ CEO – LINE Corporation (Thailand)
- 2011 Vice President – Sanook Online Co.Ltd. (Tencent Technology)
- 2001 Consultant – Holcim Services (ASIA) Co., Ltd.

### Albums với U.H.T.
- 1994 – Good good friends / ดูดีดีนะเพื่อน
- 1996 – Summertimes / ซัมเมอร์ ไทม์
- 2003 – 2U / ทูยู
- 2004 – Red Message / เรด เมสเสจ

### Album đặc biệt
Albums nhóm với U.H.T., Tata Young, Christina Aguilar, Patiparn Pataweekarn, Myria Benedetti và Jetrin Wattanasin
- 1995 – 6.2.12[4]
- 2013 – 6.2.13[5]

## Phim tham gia

### Phim truyền hình
| Năm  | Tựa                                           | Đài | Vai                  | Đóng với             |
| ---- | --------------------------------------------- | --- | -------------------- | -------------------- |
| 1994 | Sapan Kham Dao                                | CH7 | Pat                  |                      |
| 2004 | Leh Ratree Người vợ bất đắc dĩ                | CH5 | Sake                 | Alicha Laisuthruklai |
| 2004 | Wang Nam Won                                  | CH3 | Klarngchon           | Alicha Laisuthruklai |
| 2005 | Buang Ruk Lốc xoáy tình yêu                   | CH5 | Chanasu              | Pitchaya Chaowalit   |
| 2005 | Ruk Lork Lork Yah Bork Krai Hợp đồng hôn nhân | CH5 | Gon                  | Sopitnapa Chumpanee  |
| 2006 | Lord Lai Mungkorn Người hùng đất khách        | CH5 | Chanchai             | Pimolrat Pisolyabutr |
| 2007 | Maya Pissaward                                | CH5 | Dr. Issara Mahawet   | Alicha Laisuthruklai |
| 2007 | Sao Ban Rai Grub Nai Hi-So                    | CH9 | Mahahsamoot          | Alicha Laisuthruklai |
| 2008 | Sapai Khon Krua                               | CH7 | Tantai               | Amika Klinprathum    |
| 2009 | Ching Chang                                   | CH5 | In                   | Alicha Laisuthruklai |
| 2010 | Rong Raem Pee                                 | CH5 | Parinya              |                      |
| 2010 | Sao Chai Hi-Tech                              | CH7 | Danu                 | Amika Klinprathum    |
| 2011 | Talad Arom Tình yêu đam mê                    | CH5 | Pichit Pichitsoradet | Siripon Yuktadatta   |
| 2011 | Sam Sao Jao Sanae                             | CH9 | Shepnik              |                      |
| 2016 | Rabam Fai                                     | CH8 | Payot                | Rachwin Wongviriya   |

### MC
| Năm  | Tựa  | Đài                   | Với              |
| 2020 | CAPP | YouTube:CAPP Official | Supakorn Lopipat |